# Sonvilier

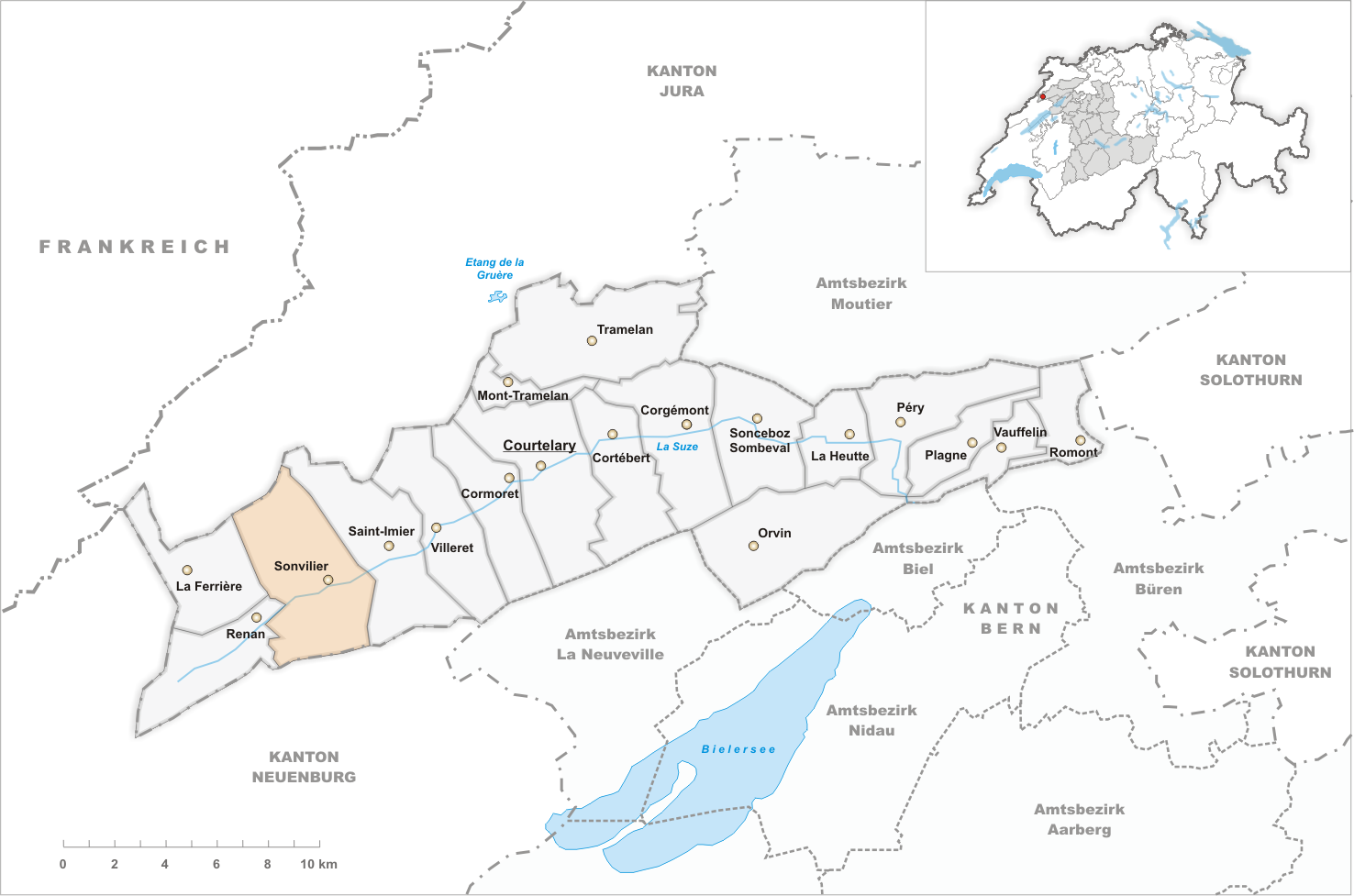
Bản đồ khu vực

Sonvilier là một đô thị trong huyện Jura bernois, bang Valais, Thụy Sĩ. Đô thị này có diện tích 23,78 km2, dân số thời điểm tháng 12 năm 2009 là 1141 người.